# Kottendorf (Bad Berka)
Kottendorf ist eine zum Ortsteil Tannroda der Stadt Bad Berka im Landkreis Weimarer Land, Thüringen gehörende Siedlung.

## Geografie
Der Weiler Kottendorf liegt 7,6 km süd-westlich von Bad Berka und 3,5 km südlich von Tannroda entfernt. Die mittlere Höhenlage ist mit 442 m über NN angegeben. Die Gemarkung erstreckt sich über eine kupierte, sich nach Norden neigende Hochebene mit grundwasserfernen Böden auf Muschelkalkverwitterung. Die Straßenverhältnisse sind angemessen. In Tannroda mündet die Schwarza in die Ilm bei 285 m über NN. Von das aus steigt das Gelände um 157 m bis Kottendorf.

## Geschichte
Im Jahr 1450 war die urkundliche Ersterwähnung des Weilers, andere Autoren gehen von 1350 aus. Kottendorf gehörte zum Rittergut Tannroda, fiel aber im Spätmittelalter wüst und wurde dann Vorwerk des Gutes mit einer Wohnsiedlung für Tagelöhner. 1855 wohnten 26, 1910 38 und 1973 56 Personen und im Jahr 2011 40 Personen im Weiler.
Das Kirchspiel Kottendorf-Treppendorf und Tannroda erfasste den Weiler mit.